# Aqui d'El Rei!
Aqui d'El Rei és una pel·lícula luso-Hispana-francesa històrica, estrenada simultàniament com a sèrie de televisió, dirigida per António-Pedro Vasconcelos, estrenada el 24 d'abril 1992. Aquesta pel·lícula de televisió és una producció entre canals públics de Portugal (Rádio e Televisão de Portugal), Espanya (TVE) i França (France 3).

## Argument
Ambientada a la colònia portuguesa de Moçambic a finals del segle XIX, mostra com el governador Gungunhana es rebel·la contra les autoritats metropolitanes, que hi envien el major de cavalleria Mouzinho de Albuquerque per tal d'empresonar-lo.

## Repartiment
- Ludmila Mikaël... Mariana de Vilares
- Arnaud Giovaninetti... Tinent Nuno Lorena
- Jean-Pierre Cassel... Rodrigo
- Julie Sergeant... Estefânia
- Jose Coronado (como José Coronado) ... Coronel Gastão
- Christine Chevreux... Rosa
- Joaquim de Almeida... Manuel
- José Mário Branco... Joaquim Augusto Mouzinho de Albuquerque
- António Fernandes... José Luciano de Castro Pereira Corte-Real
- Rogério Samora... Lencastre
- Nuno Quadros... Filipe
- Carlos César... Pare Marcos
- Pedro Efe... Leitão
- Erasmo Titose... Gungunhana
- Alberto Leitão... Godide
- Horário dos Santos... Zichacha
- António Rosário... Molungo
- António Anjos... Sepúlveda
- Jean-Luis De Talance (com Jean-Luis de Talance) ... Rei D. Carles I de Portugal
- Filipe Ferrer... Alberto
- Raul Solnado... Matos
- Fernando Mendes... Cap de la guàrdia
- Lourdes Norberto... Adelaide
- Miguel Guilherme... Lopes
- Manuel Cavaco... Saraiva
- Manuela Carlos... Pilar
- Vítor de Sousa... Chapeleiro
- Diogo Vasconcelos... D. Luís Filipe, Príncipe Real de Portugal
- Eugénio Salvador... Mordomo de Titao
- Luísa Barbosa... Marta
- Artur Semedo... Vell General
- Ângela Pinto... Jove Criada
- João Bénard da Costa (com Duarte de Almeida) ... Metge
- Alina Vaz... Costureira
- João Sarabando... Mestre de Cerimònia
- Adelaide João... Alcoviteira
- Vasco de Saldanha da Gama... Escanção
- António Miguens... Cozinheiro
- Gusmão de Sousa... Camareiro do Rei
- Rui Luís... Cocheiro
- Fernando Guerreiro... Impedido Nuno
- Lella Vaz Pinto... Senhora no Jardim
- João Miguel Oliveira... Oficial na Estufa Fria
- David Silva... Chefe das Cozinhas
- Salomé Marques... Criada dos Açores
- Carlos Rodrigues... Homem na Multidão #1
- Paco Vilar (como Francisco Vilar) ... Homem na Multidão #2
- Jean-Michel Rebiffe... Rapaz no Salão de Chá
- Francisco Barroso... Vendedor de Jornais
- Erika Roberto... Maria
- Rogério Claro... Padre do Baptismo
- Rui Luís Brás... Tenente Nuno Lorena (veu)
- Paula Guedes... Mariana de Vilares (veu)
- André Gago... Rodrigo (veu)
- Fernando Luís... Coronel Gastão (veu)
- Ana Padrão... Rosa (veu)
- Catarina Avelar... Titao (veu)
- Varela Silva... Rei D. Carlos I de Portugal (veu)
- Pedro Cavaleiro...
- Camacho Costa... Homem
- Márcio Ferreira... Rapaz na Cozinha
- José Figueiras...
- Luís Pavão...
- Patrícia Tavares... Rapariga na Cozinha
- José Viana... José Luciano de Castro Pereira Corte-Real (veu)